# Красногорский сельсовет (Башкортостан)
Красногорский сельсовет — муниципальное образование в Нуримановском районе Башкортостана.
Административный центр — село Красная Горка.

## История
Согласно Закону о границах, статусе и административных центрах муниципальных образований в Республике Башкортостан имеет статус сельского поселения.

## Население
| 2002  | 2009  | 2010  | 2012  | 2013  | 2014  | 2015  |
| ----- | ----- | ----- | ----- | ----- | ----- | ----- |
| 4586  | ↘4438 | ↗4730 | ↘4726 | ↗4826 | ↗4894 | ↘4885 |
| 2016  | 2017  | 2018  |       |       |       |       |
| →4885 | ↗4952 | ↘4923 |       |       |       |       |

## Состав сельского поселения
| № | Населённый пункт | Тип населённого пункта       | Население |
| - | ---------------- | ---------------------------- | --------- |
| 1 | Красная Горка    | село, административный центр | ↗4776     |
| 2 | Новобирючево     | деревня                      | ↗242      |
| 3 | Ключ Бедеево     | деревня                      | ↘100      |
| 4 | Новобедеево      | деревня                      | ↘73       |
| 5 | Усть-Салдыбаш    | деревня                      | ↘35       |
| 6 | Иркенлек         | деревня                      | →0        |

## Известные уроженцы
- Галин, Фанур Зуфарович (род. 1 ноября 1947) — химик, доктор химических наук (1993), профессор, Заслуженный деятель науки Республики Башкортостан, член-корреспондент Академии Наук Республики Башкортостан (2012)[17][18].
- Нусратуллин, Вил Касимович (род. 19 августа 1946) — советский и российский экономист, доктор экономических наук, профессор[19][20].
- Шайхутдинов, Гимай Фасхутдинович (21 июня 1901 — 6 сентября 1952) — командир батареи 89-го гвардейского артиллерийского полка (41-я гвардейская стрелковая дивизия, 4-я гвардейская армия, 2-й Украинский фронт), Герой Советского Союза (1944)[21][22].